# Karv

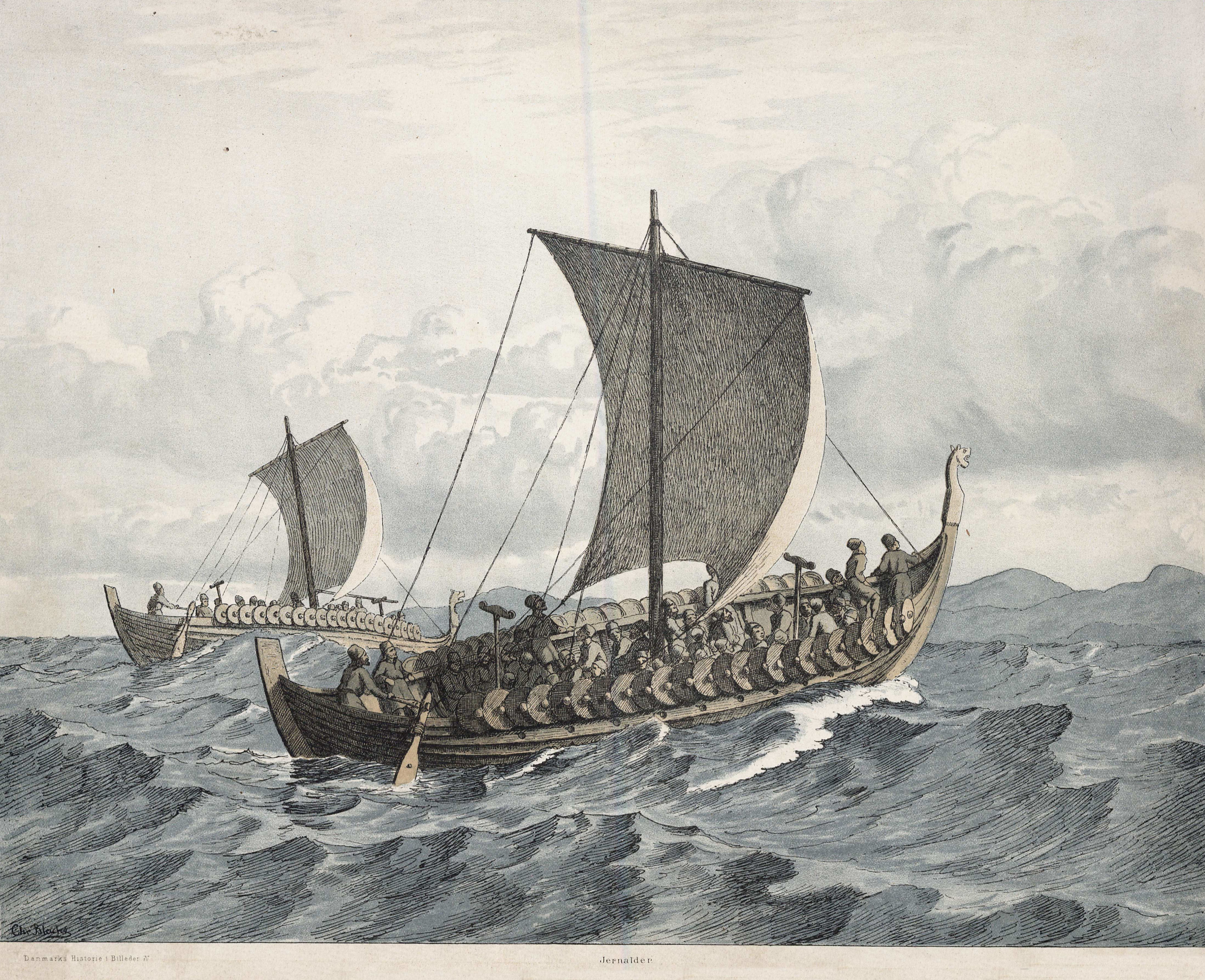
Il·lustració de dos karves equipats per a la guerra

Karv, Karve o Karvi era un tipus d'embarcació vikinga petita semblant al knarr. Varen ser utilitzats tant per a fins militars com pel transport ordinari de persones, béns o bestiar. Eren capaços de navegar en aigües poc profundes, de manera que també es van usar per incursions militars costaneres. Tenien amples mànegues d'aproximadament 5 m, fins a 21 m de longitud i espai per a fins 16 parells de rems.
El vaixell de Tune de Noruega és un exemple d'aquest tipus de vaixell.